# 1-ше Тупчаново
1-ше Тупча́ново (рос. 1-е Тупчаново, башк. 1-се Төпсәна) — присілок у складі Кугарчинського району Башкортостану, Росія. Входить до складу Юлдибаївської сільської ради.
Населення — 126 осіб (2010; 156 в 2002).
Національний склад:
- башкири — 78%